# Odprto prvenstvo Anglije 2008
Odprto prvenstvo Anglije 2008 je teniški turnir za Grand Slam, ki je med 23. junijem in 6. julijem 2008 potekal v Londonu.

## Moški posamično
Rafael Nadal :  Roger Federer, 6–4, 6–4, 6–7(5), 6–7(8), 9–7

## Ženske posamično
Venus Williams :  Serena Williams, 7–5, 6–4

## Moške dvojice
Daniel Nestor /  Nenad Zimonjić :  Jonas Björkman /  Kevin Ullyett, 7–6(12), 6–7(3), 6–3, 6–3

## Ženske dvojice
Serena Williams /  Venus Williams :  Lisa Raymond /  Samantha Stosur, 6–2, 6–2

## Mešane dvojice
Bob Bryan /  Samantha Stosur :  Mike Bryan /  Katarina Srebotnik, 7–5, 6–4